# Women’s League 2020/21
Die Saison 2020/2021 der Women’s League war die 32. Austragung der höchsten Spielklasse im Schweizer Fraueneishockey und zugleich die 35. Schweizer Meisterschaft. Die Liga startete, aufgrund des Abbruchs der Vorsaison im März 2020, mit den gleichen Mannschaften wie im Vorjahr, wobei das Frauenteam des SC Weinfelden in den neuen Verein Hockey Team Thurgau überführt wurde.

## Modus
Der Spielmodus der Women’s League sieht Qualifikation mit 20 Spielen pro Mannschaft vor. Anschliessend spielen die Mannschaften auf den Plätzen 1 bis 4 Play-offs mit Halbfinale, Finale (beide im Modus Best-of-Five) und Spiel um Platz 3. Die Mannschaften auf Platz 5 und 6 ermitteln in einer Playout-Runde (Best-of-Five) den Teilnehmer an der Liga-Relegation zwischen Women’s League und SWHL B. Aufgrund des Unterbruchs der Qualifikation wurden die Abstiege zwischen den Ligen der Regio League ausgesetzt.

## Teilnehmer
Das Frauenteam des SC Weinfelden wurde im Sommer 2020 in den neuen Verein Hockey Team Thurgau überführt und zog in die Bodensee-Arena nach Kreuzlingen um. Um konkurrenzfähig zu sein, verpflichtete der neue Klub unter anderem Phoebe Stänz, Janine Alder und Nicole Vallario. Der HC Lugano verstärkte sich mit Noemi Ryhner, Evelina Raselli sowie der finnischen Nationalspielerin Michelle Karvinen.
| Team                     | Trainer                                                           | Spielstätte                       |
| ------------------------ | ----------------------------------------------------------------- | --------------------------------- |
| HC Ladies Lugano         | Pasi Koppinen, Vasco Soldini                                      | Cornèr Arena, Lugano              |
| Hockey Team Thurgau      | Matthias Rehmann, Anja Stiefel                                    | Bodensee-Arena, Kreuzlingen       |
| SC Reinach               | Sean Huber                                                        | Eishalle Oberwynental, Reinach    |
| EV Bomo Thun             | Jakob Kölliker, ab November Björn Schärer und Petra Melicherikova | Kunsteisbahn Grabengut, Thun      |
| Neuchâtel Hockey Academy | Yan Gigon, Thierry Bourquin                                       | Patinoires du Littoral, Neuenburg |
| ZSC Lions Frauen         | Andrin Christen, Ramon Christen                                   | Sportzentrum Heuried, Zürich      |

## Qualifikation
Der Spielbetrieb musste zwischen dem 23. Oktober und 7. November 2020 unterbrochen werden. Die Qualifikation wurde am 21. Februar 2021 beendet und von den ZSC Lions Frauen gewonnen, die 17 von 20 Spielen für sich entschieden.

### Tabelle
Abkürzungen:S = Siege, OTS= Sieg nach Verlängerung oder Penaltyschiessen, OTN= Niederlage nach Verlängerung oder Penaltyschiessen, N = Niederlagen
| Rang | Verein                   | Spiele | S  | OTS | OTN | N  | Tore   | Punkte |
| ---- | ------------------------ | ------ | -- | --- | --- | -- | ------ | ------ |
| 1.   | ZSC Lions Frauen         | 20     | 15 | 2   | 1   | 2  | 78:24  | 50     |
| 2.   | HC Ladies Lugano         | 20     | 14 | 0   | 1   | 5  | 89:51  | 43     |
| 3.   | Hockey Team Thurgau      | 20     | 11 | 0   | 1   | 8  | 70:48  | 34     |
| 4.   | EV Bomo                  | 20     | 7  | 3   | 0   | 10 | 62:77  | 27     |
| 5.   | Neuchâtel Hockey Academy | 20     | 5  | 1   | 1   | 13 | 38:66  | 18     |
| 6.   | SC Reinach               | 20     | 2  | 0   | 2   | 16 | 36:107 | 8      |

### Beste Scorer
Abkürzungen: Sp = Spiele, T = Tore, V = Assists, Pkt = Punkte, SM = Strafminuten; Fett: Bestwert
| Spieler            | Mannschaft          | Sp | T  | A  | Pkt | SM |
| ------------------ | ------------------- | -- | -- | -- | --- | -- |
| Michelle Karvinen  | Ladies Team Lugano  | 16 | 27 | 22 | 49  | 20 |
| Phoebe Stänz       | Hockey Team Thurgau | 18 | 23 | 14 | 37  | 18 |
| Evelina Raselli    | Ladies Team Lugano  | 20 | 14 | 19 | 33  | 32 |
| Simona Studentová  | Hockey Team Thurgau | 20 | 18 | 14 | 32  | 8  |
| Noemi Ryhner       | Ladies Team Lugano  | 18 | 13 | 19 | 32  | 2  |
| Laura Zimmermann   | EV Bomo Thun        | 20 | 22 | 2  | 24  | 46 |
| Viktória Maskaľová | EV Bomo Thun        | 20 | 8  | 12 | 20  | 8  |
| Kamila Wieczorek   | EV Bomo Thun        | 20 | 12 | 7  | 19  | 20 |
| Isabel Waidacher   | ZSC Lions Frauen    | 11 | 8  | 11 | 19  | 14 |

## Play-offs
|  | Halbfinale | Halbfinale          | Halbfinale |                  |  | Finale | Finale              | Finale |
|  |            |                     |            |                  |  |        |                     |        |
|  |            |                     |            |                  |  |        |                     |        |
|  | 1.         | ZSC Lions Frauen    | 3          |                  |  |        |                     |        |
|  | 4.         | EV BOMO Thun        | 0          |                  |  | 1.     | ZSC Lions Frauen    | 1      |
|  |            |                     |            |                  |  | 2.     | HC Ladies Lugano    | 3      |
|  |            |                     |            |                  |  |        |                     |        |
|  |            |                     |            | Spiel um Platz 3 |  |        |                     |        |
|  | 2.         | HC Ladies Lugano    | 3          |                  |  |        |                     |        |
|  | 3.         | Hockey Team Thurgau | 1          |                  |  | 3.     | Hockey Team Thurgau | 3      |
|  |            |                     |            |                  |  | 4.     | EV BOMO Thun        | 0      |
|  |            |                     |            |                  |  |        |                     |        |

### Finalserie
Die Finalserie begann aufgrund eines Corona-Falles im Team der ZSC Lions erst am 20. März 2021. Die Meisterschaft gewann der HC Ladies Lugano, vor allem aufgrund der hervorragenden Leistungen der „Parade-Reihe“ um Evelina Raselli und Michelle Karvinen, mit 3:1 und erreichte damit den achten Meistertitel in der Vereinsgeschichte.
| 20. März 2021 18:45 Uhr | ZSC Lions Frauen Dominique Scheurer (10:58) Alina Marti (23:29) | 2:3 (1:2, 1:0, 0:1) Spielbericht | HC Ladies Lugano Keely Moy (5:04) Evelina Raselli (19:42) Michelle Karvinen (51:57) | KEB Heuried, Zürich Zuschauer: 1 |

| 21. März 2021 20:00 Uhr | HC Ladies Lugano Noemi Ryhner (53:00) | 1:3 (0:0, 0:1, 1:2) Spielbericht | ZSC Lions Frauen Kristi Schaschkina (25:20) Kristi Schaschkina (45:22) Kristi Schaschkina (59:28) | Cornèr Arena, Porza |

| 27. März 2021 18:45 Uhr | ZSC Lions Frauen | 0:2 (0:0, 0:2, 0:0) Spielbericht | HC Ladies Lugano Evelina Raselli (20:17) Evelina Raselli (37:26) | KEB Heuried, Zürich Zuschauer: 1 |

| 28. März 2021 18:15 Uhr | HC Ladies Lugano Michelle Karvinen (51:57) | 1:0 (0:0, 0:0, 1:0) Stand: 3:1 | ZSC Lions Frauen | Cornèr Arena, Porza |

### Kader des Schweizer Meisters
| Schweizer Meister HC Ladies Lugano | Torhüter: Alexandra Lehmann, Giulia Mazzocchi Verteidiger: Celine Abgottspon, Nicole Bullo, Nathalie Buser, Elena Gaberell, Nicla Gianettoni, Anneke Orlandini, Lisa Poletti, Franziska Stocker Stürmer: Aurora Abatangelo, Laura Desboeufs, Romy Eggimann, Michelle Karvinen, Lucia Luraschi, Keely Moy, Andrea Odermatt, Evelina Raselli, Noemi Ryhner Trainer: Vasco Soldini, Pasi Koppinen |

### Beste Scorer
Abkürzungen: Sp = Spiele, T = Tore, V = Assists, Pkt = Punkte, SM = Strafminuten; Fett: Bestwert
| Spieler            | Mannschaft          | Sp | T | A | Pkt | SM |
| ------------------ | ------------------- | -- | - | - | --- | -- |
| Michelle Karvinen  | Ladies Lugano       | 8  | 5 | 7 | 12  | 8  |
| Evelina Raselli    | Ladies Lugano       | 8  | 3 | 7 | 10  | 6  |
| Noemi Ryhner       | Ladies Lugano       | 8  | 2 | 8 | 10  | 6  |
| Phoebe Stänz       | Hockey Team Thurgau | 5  | 3 | 4 | 7   | 6  |
| Simona Studentová  | Hockey Team Thurgau | 5  | 4 | 2 | 6   | 6  |
| Keely Moy          | Ladies Lugano       | 6  | 4 | 2 | 6   | 10 |
| Kristi Schaschkina | ZSC Lions Frauen    | 7  | 4 | 0 | 4   | 8  |
| Isabel Waidacher   | ZSC Lions Frauen    | 7  | 1 | 3 | 4   | 4  |

## Auszeichnungen
- Most Valuable Player: Michelle Karvinen (HC Ladies Lugano)[10]
- Beste Stürmerin: Michelle Karvinen (HC Ladies Lugano)
- Beste Verteidigerin: Nicole Vallario (Hockey Team Thurgau)
- Beste Torhüterin: Janine Alder (Hockey Team Thurgau)
- Aufsteigerin der Saison: Alina Marti (ZSC Lions Frauen)
- Bester Trainer: Andrin Christen (ZSC Lions Frauen)